# Yi Siling
Yi Siling (易思玲T, Yì SīlíngP; Chaozhou, 6 maggio 1989) è una tiratrice a segno cinese, vincitrice di una medaglia d'oro ai Giochi olimpici di Londra 2012.
Detiene il record mondiale in assoluto, grazie a lei, infatti, la carabina risulta essere l'unico sport in cui il record mondiale femminile è più alto di quello maschile.

## Carriera
Nel 2010 ha conquistato la medaglia d'oro ai mondiali di Monaco di Baviera e ai XVI Giochi asiatici di Canton.
Il 28 luglio 2012 ha vinto la prima medaglia d'oro in palio ai Giochi della XXX Olimpiade di Londra precedendo la polacca Sylwia Bogacka e la connazionale Yu Dan.

## Palmarès
- Giochi olimpici

Londra 2012: oro nella carabina 10 metri aria compressa.
Rio de Janeiro 2016: bronzo nella carabina 10 metri aria compressa.
- Campionati mondiali

Monaco 2010: oro nella carabina 10 metri aria compressa.
- Campionati asiatici di tiro

Doha 2009: argento nella carabina 10 metri aria compressa.
Kuwait City 2011: argento nella carabina 10 metri aria compressa.
Doha 2012: oro nella carabina 10 metri aria compressa.
- Campionati asiatici juniores

Nanchino 2008: argento nella carabina 10 metri aria compressa.
- Giochi asiatici

Guangzhou 2010: oro nella carabina 10 metri aria compressa.